# Костанайский троллейбус
Костанайский троллейбус — закрытая система троллейбусного транспорта города Костанай в Казахстане, действовала с 1989 года по 2005 год.

## История
Троллейбусное движение было открыто 28 декабря 1989 года по маршруту КСК (Камвольно-Суконный Комбинат) — Центральный рынок. К этому моменту были сданы в эксплуатацию административный корпус, четыре тяговые подстанции и контактная сеть по этому маршруту. Депо было рассчитано на 50 машино-мест с возможностью расширения до ста. Изначально в парке работало около 280 человек.
Позже был продлён до автовокзала на юге города маршрут № 1, запущены маршруты № 2, 3 и 4.
В 1991 году на линию выходило до 50 троллейбусов, и велись переговоры о расширении депо.
После 1991 года троллейбусное управление несколько раз банкротилось и переходило из рук в руки; полной информации об этом периоде нет. Известно, что 23 марта 1999 года троллейбусы окончательно перешли в руки предприятия ТОО «Костанайэлектротранс» и находились в таком состоянии до 2004 года. При этом дотации со стороны акимата на электроэнергию в размере 50 % были отменены, и троллейбусы в целях экономии перестали отапливаться.
В 2004 году троллейбусное движение по 2-му, 3-му и 4-му маршрутам прекращалось на несколько месяцев в связи с повреждением кабеля на 2-й подстанции и последовавшим судебным разбирательством. По 1-му маршруту нет информации, возможно, он продолжал работу.
В 2004 году ТОО «Костанайэлектротранс» накопило долги на сумму около 9 миллионов тенге, в том числе, около 1 миллиона по зарплате служащим. Областной суд постановил «в целях оптимизации» разделить компанию на две — ТОО «Костанайсервисэлектро» и ТОО «Костанайский троллейбусный парк».
В 2005 году движение было остановлено, однако нет никаких данных относительно причин этого. Известно, что это случилось не позднее июля. К сентябрю в парке оставалось 7 машин, однако контактная сеть на всех четырёх маршрутах оставалась рабочей. Говорилось о планах восстановления сети. В 2012 году сеть и тяговые станции были отключены и демонтированы. На сегодняшний день власти не планируют возрождение троллейбусного движения.

## Маршруты
- 1. КСК — Автовокзал;
- 2. КСК — ЖД Вокзал;
- 3. ЖД Вокзал — Автовокзал;
- 4. КСК — Карбышева

Ныне маршруты троллейбусов заменены автобусными маршрутами:
По маршруту № 1 следует автобусный маршрут № 13 (частично).
По маршруту № 2 — полностью повторяя путь следует автобус маршрута № 2.
По маршруту № 3 — автобус маршрута № 3 (на участке Автовокзал — Вокзал).
По маршруту № 4 автобусы не запускались ввиду того, что сообщение «КСК — Карбышева (Западный)» осуществлялось маршрутом автобуса № 5, следующим по другой, более выгодной в плане времени, траектории, а также маршрутом № 22, который также следует по более выгодной траектории. Сложившиеся временные рамки движения маршрутов № 5 и 22 не позволяют выгодно осуществлять автобусные перевозки по маршруту № 4.

## Подвижной состав
- ЗИУ-9 — 12 штук в 2003 году, 50 штук в 1991
- Вышка ремонта контактной сети на базе грузовика ЗиЛ — 1 штука.